# Hemipenthes gaudanicus
Hemipenthes gaudanicus är en tvåvingeart som beskrevs av Paramonov 1927. Hemipenthes gaudanicus ingår i släktet Hemipenthes och familjen svävflugor. Inga underarter finns listade i Catalogue of Life.